# Paul Wagner (Schauspieler)
Paul Wilhelm Hubert Wagner (* 24. August 1899 in Köln; † 11. Januar 1970 in Berlin-Wannsee) war ein deutscher Film- und Theaterschauspieler und Synchronsprecher.

## Leben und Karriere
Paul Wagner war der Bruder des drei Jahre jüngeren Schauspielers Konrad Wagner. Er stand seit Anfang der 1930er-Jahre als Filmschauspieler vor der Kamera, eine seiner ersten Rollen hatte er in Richard Oswalds Kinofilm Der Hauptmann von Köpenick (1931). Er stand zwar in den nächsten Jahrzehnten immer wieder vor der Kamera, doch blieben Wagners Auftritte auf Nebenrollen beschränkt. Seine signifikanteste Filmrolle hatte der Charakterdarsteller wohl 1956 als autoritärer Vater von Horst Buchholz und Christian Doermer im Jugenddrama Die Halbstarken. Gegen Ende seines Lebens, in den 1960er-Jahren, war Konrad Wagner auch in mehreren Fernsehfilmen zu sehen. Des Weiteren arbeitete er im Laufe seiner Karriere als Theaterschauspieler, u. a. war er lange Jahre im Schillertheater Berlin tätig. 1932 spielte er bei den ersten Römerberg-Festspielen in Frankfurt am Main die Titelrolle in Goethes Egmont.
Vielen dürfte Wagner auch durch seine Stimme bekannt sein, denn in deutschen Synchronisationen der Nachkriegszeit lieh er zahlreichen internationalen Charakterschauspielern seine Stimme. So etwa Fredric March (u. a. Man nannte ihn Hombre und An einem Tag wie jeder andere), Cedric Hardwicke (u. a. Die zehn Gebote und Cocktail für eine Leiche), Dean Jagger (u. a. Weiße Weihnachten und Elmer Gantry), Leo G. Carroll (u. a. Der Preis), John McIntire (u. a. Psycho) und Ralph Richardson (in Doktor Schiwago).
Wagner war seit dem 25. Juni 1929 mit Mathilde Elisabethe Wilhelmine geb. Sachse (1894–1966) verheiratet. Die Eheschließung fand in Wiesbaden statt. Paul Wagner starb am 11. Januar 1970 um 05:30 Uhr in der Hohenzollernstraße 16–19 in Berlin-Wannsee im Alter von 70 Jahren. Er wohnte zuletzt in der Busseallee 14 in Berlin-Zehlendorf.

## Filmografie (Auswahl)
- 1931: Der Hauptmann von Köpenick
- 1933: Leise flehen meine Lieder
- 1934: The Unfinished Symphony
- 1935: Das Mädchen Johanna
- 1940: Das Fräulein von Barnhelm
- 1941: Kameraden (1941)
- 1941: Alarmstufe V
- 1941: Geheimakte W.B. 1
- 1942: Die See ruft
- 1942: Kleine Residenz
- 1943: Tonelli
- 1944/50: Die Schuld der Gabriele Rottweil
- 1949: Die blauen Schwerter
- 1950: Die Jungen von Kranichsee
- 1951: Großstadtgeheimnis
- 1951: Es geht nicht ohne Gisela
- 1955: Hotel Adlon
- 1955: Der 20. Juli
- 1956: Stresemann
- 1956: Die Halbstarken
- 1956: Anastasia, die letzte Zarentochter
- 1966: Der Fall der Generale

## Synchronrollen (Auswahl)
- 1952: für Reginald Owen in Flucht aus Paris als Stryver
- 1953: für Taylor Holmes in Blondinen bevorzugt als Gus Esmond sr.
- 1955: für Trevor Bardette in Duell mit dem Teufel als Sheriff Walter Dunham
- 1959: für Laurence Payne in Ben Hur als Joseph
- 1960: für Dean Jagger in Elmer Gantry – Gott ist im Geschäft als William L. Morgan
- 1963: für Sir Cedric Hardwicke in Cocktail für eine Leiche als Mr. Kentley
- 1965: für Dean Jagger in Weiße Weihnacht als General Waverly
- 1970: für Jeff Corey in Shoot Out – Abrechnung in Gun Hill als Trooper